# Fanhões
Fanhões é uma povoação portuguesa sede da Freguesia de Fanhões do Município de Loures, freguesia com 11,63 km² de área e 2639 habitantes (censo de 2021), tendo, por isso, uma densidade populacional de 226,9 hab./km².
Nos anos de 1864 e 1878 pertencia ao concelho dos Olivais, extinto por decreto de 22/07/1886.
Desde 2018 ostenta o título de "Capital do Calceteiro", para o que foi registado pela Junta de Freguesia no Instituto Nacional da Propriedade Industrial.
Além da sede, a freguesia inclui os sítios de Alto do Andrade, Cabeço de Montachique, Casaínhos, Ribas de Baixo, Ribas de Cima, Tocadelos e Torre da Besoeira. Confina com as freguesias de Bucelas, Loures, Lousa, Santo Antão do Tojal, São Julião do Tojal, e com o Município de Mafra (freguesia do Milharado).

## Demografia
A população registada nos censos foi:

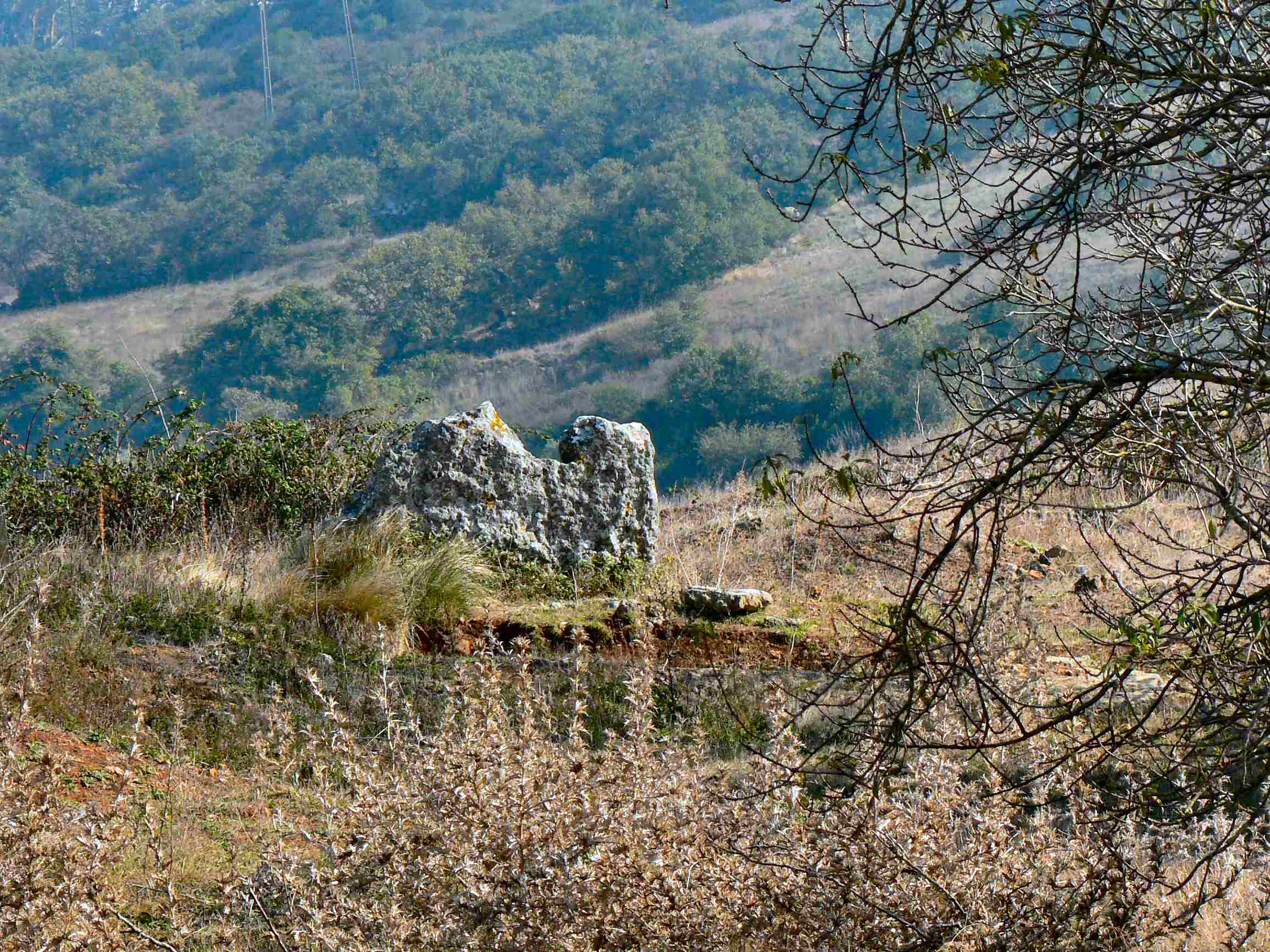
Anta de Casaínhos.

| Ano  | 0-14 Anos | 15-24 Anos | 25-64 Anos | > 65 Anos |
| 2001 | 421       | 385        | 1442       | 450       |
| 2011 | 428       | 293        | 1537       | 543       |
| 2021 | 370       | 262        | 1418       | 589       |

## Património Histórico
- Anta de Casaínhos
- Igreja Matriz de Fanhões
- Coreto de Fanhões
- Chafariz de Fanhões
- Fonte de Casaínhos

## Heráldica
Fanhões usa a seguinte bandeira e brasão de armas:
Um escudo de ouro, com faia arrancada de sua cor, entre um martelo de calceteiro, de negro, à direita, e uma trouxa de roupa, de azul, à esquerda. Uma coroa mural de prata de três torres. Um listel branco com a legenda a negro, em maiúsculas: «FANHÕES». Bandeira de verde; cordões e borlas de ouro e verde.
Quanto à simbologia, a faia alude não só ao nome da freguesia (são armas falantes), como também à sua riqueza florestal; o martelo lembra os calceteiros nascidos em Fanhões, tidos como sendo dos melhores do mundo; por fim, a trouxa recorda as lavadeiras que se deslocavam até Lisboa para ir lavar roupa.